# Gajus Marius
Gajus Marius (157 f.Kr. – 13. januar 86 f.Kr.) var romersk general og konsul. Gajus Marius blev valgt som konsul syv gange. Han er kendt for sin dramatiske reform af de romerske legioner, der medførte en rekruttering af jordløse romerske borgere og en reorganisering af legionernes dannelse til separate kohorter. Han var gift med Julius Cæsars faster Julia.

## Tidlig karriere
Marius var født i 157 f.Kr. i byen Arpinum i det sydlige Latium. Byen var erobret af romerne sidst i det 4. århundrede f.Kr. og havde opnået romersk borgerskab uden stemmerettighed. Først i 188 f.Kr. opnåede byen fuldt borgerskab.
Den romerske historiker Plutarch siger, at Marius' far var arbejder. Det er med stor sandsynlighed er en falsk påstand. Marius havde kontakter til adelen i Rom. Han stillede op til  embeder i Arpinum, og gennem ægteskab havde han forbindelser til Arpinums adel. Det antyder, at han var født ind i en vigtig lokal familie, der var medlem af den romerske overklasse. De problemer, han mødte i  Rom, viser de vanskeligheder som "nye mænd" mødte i Rom, hvis de skulle gøre karriere i storbyen.

## Den jugurthinske krig
Ifølge Sallust var Marius klient af Quintus Caecilius Metellus, og ved dennes hjælp opnåede Marius både at blive kvæstor, folketribun og prætor (og proprætor i Lusitania). Som tak tog Marius med Metellus til Numidien, da Rom i 109 f.Kr. kom i krig med den numidiske konge Jugurtha. I løbet af krigen klarede Metellus og Marius det fint sammen, men det kom til brud, da Marius senere på året ytrede ønske om at stille op til konsul. Først vægrede Metellus sig ved at skille sig af med sin gode underordnede, men efter pres gav han efter og lod Marius rejse. I Rom fik han støtte af popularerne. Det var et slag i ansigtet på Metellus, der  tilhørte optimaterne. Ved valget sejrede Marius stort pga. sit ry for militær dygtighed og reformer.

## Reformer
Se også Marius' militærreformer
Marius blev valgt til konsul på et løfte om at slutte krigen i Numidien. Metellus var vendt hjem og havde fået det anerkendende tilnavn Numidicus, men dermed var krigen ikke slut. Marius satsede hårdt på, at han kunne stoppe krigen, når han skulle udsendes som prokonsul, men han havde brug for flere mænd. Han fik derfor vedtaget en række reformer, hvoraf den vigtigste nyskabelse var, at ikke-romerske-borgere kunne være soldater (se også romersk borgerret).

## Retur til Numidien
Ganske som han ønskede det, blev han i 107 f.Kr. udsendt som prokonsul til Numidien, hvor krigen skulle endes. Med sig tog han den unge Lucius Cornelius Sulla, der senere skulle blive hans ærkefjende. De ekstra tropper, Marius medbragte, gav dog ikke umiddelbart sejren. Tværtimod udviklede krigen sig til guerilla, der så umulig ud. Men i 105 f.Kr. blev romerne kontaktet af Jugurthas svigerfar Bocchus, der var konge af Mauretanien. Marius sendte Sulla til ham, og det lykkedes Sulla mod løfte om, at romerne ikke ville erklære Mauretanien krig at overtale Bocchus til at forråde sin svigersøn. 
Kort efter udleverede Bocchus Jugurtha til romerne, men da Sulla kun havde været underordnet, var det Marius, der fik hele æren.

## Krigen mod kimbrerne og teutonerne
Under krigen i Afrika var to germanske stammer, kimbrerne og teutonerne, vandret ind i den romerske del af Gallien. I 107 f.Kr. led romerne nederlag, men det gik helt galt to år senere ved Arausio (nutidens Orange), hvor de to konsuler Quintus Servilius Cæpio og Gnæus Mallius Maximus led et af de største nederlag i Romerrigets historie. Over 80.000 romerske soldater blev dræbt. Årsagen var, at Cæpio, der var patricier, ikke ønskede at samarbejde med plebejeren Mallius.
Senatet var i chok, og ganske uhørt blev Marius valgt til konsul in absentia for året 104 f.Kr.. Trods en lov, der krævede, at der skulle gå 10 år mellem hver gang den samme blev konsul. Senatet mente, at Marius var den eneste med militær erfaring nok til at slå de germanske stammer. Han vendte tilbage til Rom for at tage mod embedet, og kort efter tog han og Sulla til Gallien for at bekæmpe germanerne. Krigen blev langvarig, og for årene 103 f.Kr. og 102 f.Kr. valgtes Marius igen til konsul in absentia. I 102 f.Kr. splittede de germanske stammer sig af uforklarlige årsager. Derved blev det muligt for Marius senere på året at besejre teutonerne ved Aqua Sextiæ (nutiden Aix-en-Provence). Året efter blev Marius igen valgt til konsul, og i slaget ved Vercellæ lykkedes det ham og Quintus Lutatius Catulus Cæsar at besejre kimbrerne.

## 6. konsulat
Som belønning for sin indsats blev Marius også valgt til konsul for 100 f.Kr.. Denne æresbevisning ville han bruge til at skaffe jord til sine veteraner, så han allierede sig med folketribunen Lucius Appulejus Saturninus og prætoren Gaius Servilius Glaucia. Saturninus fremsatte forslagene pva. Marius, men da Saturninus var meget ivrig efter at vise sit værd, kom hans forslag til at minde om Gracchernes, hvilket ikke faldt i god jord i senatet. Saturninus blev ved med at fremsætte forslag, og ved en snedig manøvre fik han sendt Marius' gamle patron Quintus Caecilius Metellus Numidicus, der som censor havde forsøgt at udelukke Saturninus fra senatet, i eksil. Hans næste forslag var mere, end statskassen kunne klare, og en kvæstor protesterede kraftigt. Det resulterede i, at Saturninus sendte et tæskehold til at gennembanke  kvæstoren. Marius havde nu intet andet valg end at bryde med Saturninus og Glaucia. De to indså dermed, at den eneste måde, de kunne undgå retsforfølgelse efter endt embede, var at blive valgt til nye embeder. Det lykkedes Saturninus at blive genvalgt som folketribun, men han blev  overfaldet og myrdet midt under valghandlingen. Dagen efter erklærede senatet, at Saturninus og Glaucia var statsfjender, og seniorkonsulen Marius og princeps senatus Marcus Aemilius Scaurus blev pålagt at stoppe de uroligheder, der var opstået. Marius og Scaurus nedkæmpede Saturninus og hans pøbelhær, og Saturninus og Glaucia blev lynchet af en gruppe optimater. Kort efter sluttede Marius' embedsperiode, og han trak sig tilbage – en smule vanæret, fordi han havde været Saturninus' allierede.

## Marius og Sulla
Marius levede stille i flere år, men da Forbundsfællekrigen brød ud i 91 f.Kr., blev han bedt om at assistere de romerske generaler. Sammen med Lucius Cornelius Sulla og de to konsuler, underkuede han de italiske forbundsfæller. Efter krigen blev Sulla ny konsul, og han fik en kommando mod kongen af Pontos, Mithridates, der havde sat sig op mod romerne. Marius var utilfreds med det, og da Sulla var taget af sted for at bekæmpe fjenden, fik Marius vedtaget et dekret, der bød, at Sulla skulle overdrage ham kommandoen over hæren. Sulla besluttede at vende om med sin hær og marchere mod Rom, hvor han besejrede Marius, der kun havde en spontant opstillet forsvarshær. Marius blev nødt til at flygte. Sulla tog igen mod øst for at bekæmpe Mithridates.
Mens Sulla var i Lilleasien og Marius i Afrika, udbrød der i 87 f.Kr. kampe i Rom mellem konsulerne Gnaeus Octavius (der støttede Sulla) og Lucius Cornelius Cinna, (der støttede Marius). Marius vendte derfor tilbage til Rom med en hær, han havde samlet i Afrika blandt sine veteraner, og Cinna og Marius slog let Octavius. Sullas støtter i Rom blev myrdet, og Marius og Cinna blev valgt til konsuler for 86 f.Kr.. Hans syvende konsulat varede dog kun en måned, da han den 13. januar døde af et slagtilfælde. Cinna fortsatte Marius' politik, men blev i 84 f.Kr. myrdet af sine egne soldater, da han marcherede østpå for at tage kampen op med Sulla.

## Kronologi
- 157 f.Kr. – Født i Arpinum
- 134 f.Kr. – Militær tribun
- 122 f.Kr. – Kvæstor i Transalpine Gallien
- 120 f.Kr. – Folketribun
- 116 f.Kr. – Prætor
- 114 f.Kr. – Sendt afsked for at lede Lusitania
- 110 f.Kr. – Ægteskab med Julia
- 109 f.Kr. – Vender tilbage til militærtjeneste som sendebud for Quintus Cæcilius Metellus
- 108 f.Kr. – Første konsulembede
- 107 f.Kr. – Afskaffer jordejerskabet kvalifikationer for militærtjeneste (Marius reformer)
- 104 f.Kr./100 f.Kr. – Valgt som konsul for fem år.
- 101 f.Kr. – Leder en succesfuld romersk defensiv mod de germanske invasioner
- 100 f.Kr. – Trækker sig fra det politiske liv
- 91 f.Kr./88 f.Kr. – Vender tilbage for at lede en romersk hær i Forbundsfællekrigen.
- 87 f.Kr.
  - Konkurrerer med Sulla om militærledelse mod Mithradates
  - Sulla angriber, og Marius taber
  - Marius bliver sendt i eksil til Afrika
  - Returnerer fra eksil og leder en ny hær, han er succesfuld i at storme Rom
- 86 f.Kr.
  - 7. konsulembede
  - Dør den 13. januar

1. ↑  Navnet er anført på engelsk og stammer fra Wikidata hvor navnet endnu ikke findes på dansk.
2. ↑  Navnet er anført på engelsk og stammer fra Wikidata hvor navnet endnu ikke findes på dansk.
3. ↑  Navnet er anført på engelsk og stammer fra Wikidata hvor navnet endnu ikke findes på dansk.
4. ↑  Navnet er anført på engelsk og stammer fra Wikidata hvor navnet endnu ikke findes på dansk.
5. ↑  Navnet er anført på engelsk og stammer fra Wikidata hvor navnet endnu ikke findes på dansk.
6. ↑  Navnet er anført på engelsk og stammer fra Wikidata hvor navnet endnu ikke findes på dansk.
7. ↑  Navnet er anført på engelsk og stammer fra Wikidata hvor navnet endnu ikke findes på dansk.